# Équipe cycliste Atlas Personal-Jakroo
L'équipe cycliste Atlas Personal-Jakroo est une équipe cycliste suisse ayant existé de 2007 à 2013. Elle avait le statut d'équipe continentale. En 2007, l'équipe a une licence allemande avant de devenir suisse à partir de 2008.

## Classements UCI
L'équipe participe aux épreuves des circuits continentaux et principalement les courses du calendrier de l'UCI Europe Tour. Le tableau ci-dessous présente les classements de l'équipe sur les circuits, ainsi que son meilleur coureur au classement individuel. 
UCI Africa Tour
| Saison | Classement par équipes | Meilleur coureur au classement individuel |
| ------ | ---------------------- | ----------------------------------------- |
| 2012   | 19e                    | Jonathan Fumeaux (100e)                   |

UCI America Tour
| Saison | Classement par équipes | Meilleur coureur au classement individuel |
| ------ | ---------------------- | ----------------------------------------- |
| 2011   | 32e                    | Laurent Beuret (235e)                     |

UCI Asia Tour
| Saison | Classement par équipes | Meilleur coureur au classement individuel |
| ------ | ---------------------- | ----------------------------------------- |
| 2011   | 66e                    | Pirmin Lang (303e)                        |
| 2012   | 54e                    | Peter Erdin (164e)                        |
| 2013   | 26e                    | Giorgio Brambilla (60e)                   |

UCI Europe Tour
| Saison | Classement par équipes | Meilleur coureur au classement individuel |
| ------ | ---------------------- | ----------------------------------------- |
| 2010   | 59e                    | Nicolas Baldo (193e)                      |
| 2011   | 43e                    | Pirmin Lang (198e)                        |
| 2012   | 53e                    | Nicolas Baldo (247e)                      |
| 2013   | 69e                    | Nicolas Baldo (124e)                      |

## Atlas Personal-Jakroo en 2013[2]

### Effectif
| Coureur                | Date de naissance | Nationalité | Équipe 2012              | Équipe 2014                  |
| ---------------------- | ----------------- | ----------- | ------------------------ | ---------------------------- |
| Maksym Averin          | 28.11.1985        | Ukraine     | Amore & Vita             | Synergy Baku Cycling Project |
| Nicolas Baldo          | 10.05.1984        | France      | Atlas Personal-Jakroo    | Vorarlberg                   |
| Felix Baur (de)        | 12.05.1992        | Suisse      | Atlas Personal-Jakroo    |                              |
| Giorgio Brambilla      | 19.09.1988        | Italie      | Leopard-Trek Continental | Veranclassic-Doltcini        |
| Adrien Chenaux         | 16.08.1991        | Suisse      | Néo-pro                  | Vorarlberg                   |
| Mathieu Chiocca        | 31.08.1985        | France      | Néo-pro                  | SCO Dijon                    |
| Peter Erdin            | 23.07.1990        | Suisse      | Atlas Personal-Jakroo    |                              |
| Claudio Imhof          | 20.09.1990        | Suisse      | Vorarlberg               | VC Mendrisio-PL Valli        |
| Kanstantin Klimiankou  | 03.08.1989        | Biélorussie | Astana Continental       | Amore & Vita                 |
| Nicolas Lüthi          | 01.08.1987        | Suisse      | Néo-pro                  |                              |
| Oleksandr Polivoda     | 31.03.1987        | Ukraine     | General Store Mantovani  | Kolss                        |
| Tizian Rausch          | 15.06.1993        | Suisse      | Néo-pro                  |                              |
| Florian Salzinger      | 05.07.1983        | Allemagne   | Atlas Personal-Jakroo    | Leopard-Trek Continental     |
| Manuel Stocker         | 17.06.1991        | Suisse      | Néo-pro                  | Bourg-en-Bresse Ain          |
| Temesgen Teklehaimanot | 03.01.1991        | Érythrée    | Néo-pro                  | Roth-Felt                    |
| Nicolas Winter         | 15.02.1989        | Suisse      | Atlas Personal-Jakroo    | Vorarlberg                   |

### Victoires
| Date       | Course                              | Pays   | Classe | Vainqueur          |
| ---------- | ----------------------------------- | ------ | ------ | ------------------ |
| 21/04/2013 | Paris-Mantes-en-Yvelines            | France | 1.2    | Nicolas Baldo      |
| 09/05/2013 | 1re étape du Rhône-Alpes Isère Tour | France | 2.2    | Nicolas Baldo      |
| 11/07/2013 | 5e étape du Tour du lac Qinghai     | Chine  | 2.HC   | Oleksandr Polivoda |
| 18/09/2013 | 4e étape du Tour de Chine I         | Chine  | 2.1    | Maksym Averin      |